# Montecopiolo
Montecopiolo es una localidad y comune italiana de la provincia de Rímini, región de la Emilia-Romaña, con 1258 habitantes.
Hasta el 25 de mayo de 2021 el municipio estaba integrado en la provincia de Pesaro y Urbino, región de Las Marcas.

## Evolución demográfica
| Gráfica de evolución demográfica de Montecopiolo entre 1861 y 2001 |
|                                                                    |
| Fuente ISTAT - elaboración gráfica de Wikipedia                    |